# 布鲁诺·罗塞蒂 (赛艇运动员)
布鲁诺·罗塞蒂（義大利語：Bruno Rosetti，1988年1月5日—），意大利男子赛艇运动员。他曾代表意大利参加2020年夏季奥林匹克运动会赛艇比赛，获得男子四人单桨铜牌。